# La profezia di Alhambra
La profezia di Alhambra è un film d'animazione spagnolo diretto da Juan Bautista Berasategi ed è tratto dal romanzo I racconti dell'Alhambra di Washington Irving.

## Trama
Irving è un famoso esploratore statunitense che è in procinto di scrivere un libro, nel quale vorrebbe raccontare i viaggi compiuti. L'esploratore si mette in viaggio verso l'Andalusia per visitare l'Alhambra, insieme all'amico russo Dolgoruki e a Carmen, discendente del re moresco Boabdil. Secondo un'antica profezia, il malvagio usurpatore Alì, impadronitosi del regno, non potrà regnare fino a quando l'ultima discendente del re non sarà morta. Durante il viaggio, Irving salva la vita a Carmen dagli uomini di Alì, la quale era partita per Granada. Irving è costretto cosi a portare la ragazza a Alhambra per far sì che la profezia si compia e Alì l'usurpatore venga sconfitto.

## Riconoscimenti
- Nomination Premio Goya per il miglior film d'animazione 2006